# دانشگاه فنی کوماسی
دانشگاه فنی کوماسی که قبلاً با نام پلی تکنیک کوماسی شناخته می‌شد، یک مؤسسه عالی دولتی در منطقه اشانتی غنا است.
معاون دانشگاه فنی کوماسی نانا اوسی ووسو آچیاو است. ایجاد محیطی مساعد برای آموزش، پژوهش، مهارت‌ها و آموزش کارآفرینی در فناوری، علوم اجتماعی کاربردی و هنرهای کاربردی برای توسعه صنعتی و اجتماعی از اهداف این دانشگاه است.